# Algoritmo Monte Carlo
Per algoritmo Monte Carlo si intende un algoritmo randomizzato il cui output può essere sbagliato in un certo numero - solitamente ridotto - di casi. Il nome deriva dal quartiere di Monaco noto per l'elevato numero di casinò ed è stato usato per la prima volta nel 1974 da Nicholas Metropolis.
Un loro sottinsieme, detto algoritmi di Las Vegas, produce sempre un risultato corretto ma può impiegare un tempo variabile per la verifica del risultato.
Esempi noti di tali algoritmi, solitamente di complessità ZPP, sono vari test di primalità come il test di primalità Solovay-Strassen, il test di primalità Baillie–PSW, il test di primalità Miller–Rabin e, nel campo della teoria computazionale dei gruppi, l'algoritmo di Schreier–Sims.